# Дауренбекова Оринбасар Амангелідинівна
Оринбасар Амангелідинівна Дауренбекова (нар. 1 червня 1970, Алмати, Казахська РСР) — радянська казахська та російська футболістка, виступала на позиції захисниці, тренерка. Майстер спорту Республіки Казахстан. Виступала за збірну Росії.

## Життєпис
Першою футбольною командою став карагандинський «Олімп», який згодом стала клубом «Гея», в якому вцілому відіграла 5 сезонів.
У 1994 перейшла в самарський клуб ЦСК ВПС, і провела в чемпіонатах Росії 134 матчу і відзначилася 3 голами. Перебувала в заявці ЦСК ВПС (№ 5) для участі в єврокубках, але в матчах не брала участь. У кубку Росії зіграла понад 11 матчів.

## Досягнення

### Клубні
- Чемпіонат Росії
  -  Чемпіон (3): 1994, 1996, 2001
  -  Срібний призер (3): 1995, 1997, 1998
  -  Бронзовий призер (3): 1999, 2000, 2003

- Кубок Росії
  -  Володар (1): 1994
  -  Фіналіст (3): 1995, 1996, 2002

- Кубок Співдружності
  -  Володар (1): 1996

- Кубанська весна
  -  Володар (1): 2003

### Особисті
- Включалася до списку 33-ох найкращих футболісток за підсумками сезону: 1996[6]

## Матчі за збірну Росії
| № | Дата       | Суперник       | Матч | Рахунок | Зіграно хвилин | Забито м'ячів |
| - | ---------- | -------------- | ---- | ------- | -------------- | ------------- |
| 1 | 28.08.1995 | Південна Корея | ТМ   | 1:0     | 90             | —             |
| 2 | 13.01.1996 | США            | ТМ   | 1:8     | 90             | —             |
| 3 | 05.04.1996 | Південна Корея | ТМ   | 6:2     | 45'            | —             |
| 4 | 07.04.1996 | Південна Корея | ТМ   | 2:0     | 45'            | —             |